# Jaylen Nowell
Jaylen Clinton Andrew Nowell (Washington, 9 de julho de 1999) é um jogador  norte-americano de basquetebol profissional que atualmente joga no Minnesota Timberwolves da National Basketball Association (NBA).
Ele jogou basquete universitário na Universidade de Washington e foi selecionado pelos Timberwolves como a 43º escolha geral no draft da NBA de 2019.

## Primeiros anos
Filho de Lanie e Mike Nowell, Jaylen nasceu em Seattle. Seus pais se conheceram na Clark Atlanta University, onde ambos jogavam basquete. Seu pai jogou profissionalmente na Continental Basketball Association. Jaylen cursou o ensino médio em Seattle na Garfield High, onde foi um jogador de destaque.

## Carreira universitária
Na Universidade de Washington, Nowell fazia originalmente parte de uma classe de recrutamento de cinco jogadores considerada a melhor da história da universidade. No entanto, após a demissão do técnico, Lorenzo Romar, ele foi o único membro que permaneceu comprometido com a universidade e com o novo técnico, Mike Hopkins.
Como calouro em 2017-18, Nowell teve média de 16,0 pontos. Na temporada seguinte, ele foi nomeado o Jogador do Ano do Pac-12, após liderar a equipe em pontuação e ajudá-los a vencer o título da temporada regular da Pac-12.
Após a derrota de Washington no Torneio da NCAA de 2019, Nowell anunciou sua intenção de renunciar às duas últimas temporadas de elegibilidade universitária e se declarar para o draft da NBA de 2019.

## Carreira profissional

### Minnesota Timberwolves (2019–Presente)
Em 20 de junho de 2019, Nowell foi selecionado pelo Minnesota Timberwolves como a 43ª escolha geral no draft da NBA de 2019. Nowell foi posteriormente incluído no elenco dos Timberwolves da Summer League de 2019. Em 6 de agosto, os Timberwolves anunciaram que haviam assinado um contrato de 3 anos e US$7 milhões com Nowell.

## Estatísticas

### NBA

#### Temporada regular
| Ano      | Equipe    | PJ  | PT | MPJ  | AP   | 3P   | LL   | RT  | AS  | BR | TO | PPJ |
| -------- | --------- | --- | -- | ---- | ---- | ---- | ---- | --- | --- | -- | -- | --- |
| 2019–20  | Minnesota | 15  | 0  | 10.1 | .358 | .115 | .941 | .9  | 1.3 | .2 | .1 | 3.8 |
| 2020–21  | Minnesota | 42  | 0  | 18.1 | .424 | .333 | .818 | 2.3 | 1.5 | .5 | .3 | 9.0 |
| 2021–22  | Minnesota | 62  | 1  | 15.7 | .475 | .394 | .783 | 2.0 | 2.1 | .4 | .2 | 8.5 |
| Carreira | Carreira  | 119 | 1  | 14.6 | .419 | .280 | .847 | 1.7 | 1.6 | .3 | .2 | 7.1 |

#### Playoffs
| Ano  | Equipe    | PJ | PT | MPJ  | AP   | 3P   | LL | RT | AS  | BR  | TO | PPJ |
| ---- | --------- | -- | -- | ---- | ---- | ---- | -- | -- | --- | --- | -- | --- |
| 2022 | Minnesota | 1  | 0  | 12.0 | .300 | .000 | —  | .0 | 1.0 | 1.0 | .0 | 6.0 |

### Universitário
| Ano      | Equipe     | PJ | PT | MPJ  | AP   | 3P   | LL   | RT  | AS  | BR  | TO | PPJ  |
| -------- | ---------- | -- | -- | ---- | ---- | ---- | ---- | --- | --- | --- | -- | ---- |
| 2017–18  | Washington | 34 | 31 | 32.5 | .451 | .351 | .800 | 4.0 | 2.7 | 1.1 | .3 | 16.0 |
| 2018–19  | Washington | 36 | 36 | 34.4 | .502 | .440 | .779 | 5.3 | 3.1 | 1.3 | .3 | 16.2 |
| Carreira | Carreira   | 70 | 67 | 33.4 | .476 | .395 | .789 | 4.6 | 2.9 | 1.2 | .3 | 16.1 |

Fonte: